# EToys
EToys — дружественная компьютерная среда, предназначенная для детей и используемая в образовании. Одновременно представляет собой объектно-ориентированный язык программирования на базе прототипов.
Среда eToys имеет мощные мультимедийные возможности для реализации программ-сценариев, работает на различных аппаратно-программных платформах. Является свободным и открытым программным обеспечением.

## Краткая история eToys
EToys базируется на языке программирования Squeak, который разработал Дэн Инголс (Apple) в 1996 году.
Squeak является реализацией Smalltalk — объектно-ориентированного языка программирования, на основе классов. Она была создана командой, включавшей некоторых разработчиков оригинального Smalltalk-80 (Дэн Инголс, Тед Kехлер и Алан Кей). Кроме того, в создании Squeak участвовали Скотт Уоллес и Джон Малони.
В 1996 году члены команды Squeak перешли работать в Disney Imagineering Research.
Собственно разработка eToys была начата и направлена Аланом Кеем для поддержания конструкционистских идей обучения, под влиянием трудов Сеймура Паперта и языка программирования Logo.
Разработку оригинального eToys проводили Скотт Уоллес, Тед Кехлер, Джон Малони и Дэн Инголс.
Для реализации образовательных программ и изучения возможностей влияния на этот процесс персональных компьютеров, члены команды eToys создали некоммерческую учреждение Viewpoints Research (зарегистрированную в 2001 году).
В 2006—2007 годах eToys, реализованный в Squeak, был использован в рамках проекта OLPC и установлен на всех ноутбуках OLPC XO-1.
В 2009 году был создан Фонд Squeakland, целью которого является содействие развитию и использованию eToys как образовательной среды.
Институт Viewpoints Research поддерживал Фонд Squeakland в 2009—2010 годах, а в январе 2010 года Фонд Squeakland приобрел статус отдельного юридического лица.

## Мотивы и воздействия
Развития eToys способствовал Алан Кей с его трудами по продвижению и поддержке конструкционистских идей в обучении. На разработку среды повлияли Сеймур Пайперт и язык Logo — диалект Lisp, оптимизированный для образовательных задач; труды научного центра Xerox PARC (Palo Alto), Smalltalk, HyperCard и StarLogo. Основным разработчиком является Скотт Уоллес. Развитие основной версии eToys координируется образовательным некоммерческим научно-исследовательским институтом Viewpoints Research (США).
Несомненное влияние eToys наблюдается в другой среде программирования на основе Squeak, который известен как Scratch. Scratch была разработана в начале XXI века в MIT Media Lab и ориентирован на использование в школах и компьютерных клубах. Одним из разработчиков Scratch является Джон Малони, член команды eToys.

## Особенности
Система eToys основана на идее программируемых виртуальных объектов, которые «существуют» на экране компьютера.
Среда программирования eToys позволяет разработчикам реализовать простые, и одновременно мощные, сценарии для многих видов объектов, созданных пользователями. Это включает 2D и 3D графику, изображения, текст, частицы, презентаций, веб-страницы, видео, звука и MIDI, возможность совместного использования Рабочего стола с другими пользователями Etoys в режиме реального времени (в том числе по Интернету).
Среда и язык являются многоязычными и успешно используется в США, Европе, Южной Америке, Японии, Кореи, Индии, Непале, Эфиопии и других странах.

## Версии
Все версии eToys основанные на объектно-ориентированных языках программирования. Squeak eToys одинаково работает на более чем 20 программно-аппаратных платформах. Существуют версии среды написаны на трех языках программирования. Оригинальные и наиболее широко используемые — на основе Squeak (диалект Smalltalk). Вторая версия тоже основана на Squeak, но использует дополнительно среда программирования Tweak вместо используемого по умолчанию в Squeak среды Morphic. Третья версия основана на Python и называется PataPata. Разработку PataPata было приостановлено его автором.
В 2006 и, 2007 годах, Morphic-версия Squeak было адаптирована для распространения на «образовательный машине» OLPC XO-1 — компьютер, который иногда называют «стодолларовый ноутбук». Научно-исследовательский институт Viewpoints Research участвует в программе ассоциации One Laptop per Child (Ноутбук Каждому Ребёнку) — eToys предустановлен на всех ноутбуках XO-1.
По состоянию на 2010 год, лицензирование и распространение eToys 4 соответствует требованиям систем со свободными и открытыми исходными, такими как различные дистрибутивы Linux.
В 1996 году Apple выпустила Squeak под их «Squeak-лицензией», которая не квалифицируется как полностью свободное ПО. Вместе с тем, исходный код был доступен, и разрешена его модификация.
В мае 2006 года основные компоненты Squeak были перелицензированы Apple под лицензией Apache 2.0 (благодаря Стиву Джобсу, Дэну Инголсу и Алану Кею). В Viewpoints Research были собраны письменные согласия на перелицензирование от нескольких сотен участников разработки проекта. Весь код в eToys, который не удовлетворял условиям перелицензирования был удалены, переписан или возвращён из предыдущих версий. Squeak eToys сейчас абсолютно бесплатен и имеет открытый исходный код.